# Guerrilla Girls
Guerrilla Girls je organizace sdružující umělkyně, které se objevují na veřejnosti v gorilích maskách. Jako pseudonymy používají jména mrtvých umělkyň z různých oborů a aktivistek (Frida Kahlo, Käthe Kollwitzová, Alice Neelová, Gertrude Steinová nebo Harriet Tubmanová). Svou činností (pořádání akcí, vytváření plakátů, knih, prospektů) se snaží poukázat na sexismus a rasismus v politice, umění, filmu a kultuře jako takové. Při svých akcích využívají humor pro vyprovokování společenských diskuzí. Samy se deklarují jako feministické protějšky většinou mužských hrdinů, kteří konají dobro – Batmana či Robina Hooda. Nošení gorilích masek pak slouží k tomu, aby se pozornost soustředila spíše na probíraní témata, než na identitu umělkyň. Zároveň tajemství, obklopující Guerrilla Girls, přitahuje pozornost médií.

## Historie
Organizace vznikla v roce 1985 při výstavě u Muzea moderního umění v New Yorku, která nesla název Mezinárodní přehlídka malby a skulptury. Podnětem k vytvoření tohoto spolku byl nízký počet prezentovaných umělkyň – ze 169 umělců bylo žen pouze 13. Podíl barevných umělců byl ještě menší a žádná z nich nebyla žena.  Výrok kurátora výstavy, Kynestona McShinea, že: „…umělec, který nebyl na výstavu vybrán, by měl přehodnotit svou profesi…,“ odstartoval činnost Guerrilla Girls. Jejich demonstrace před dveřmi muzea neměla velký ohlas a tak se rozhodly rozšířit svou působnost do ulic Manhattanu a upoutat pozornost širší veřejnosti, oživit téma feminismu pomocí nových strategií a taktik. Jejich metody přímé akce měly vyvolat reakci, která by vedla k diskuzi a vyvolala změnu.  
Původně neměly v plánu vytvořit stálou organizaci. Byla založena dvěma hlavními představitelkami, které se poté obklopily dalšími umělkyněmi. Dodnes není znám přesný počet členů, ale uvádí se, že jich je kolem 100. Prvotní organizace byla založena na setkáních, během kterých členové vyhodnocovali shromážděná statistická data týkající se genderové nerovnosti na umělecké scéně v New Yorku. Guerrilla Girls také úzce spolupracovaly s umělci a povzbuzovaly je, aby mluvili s lidmi v komunitě, aby překlenuli genderovou propast tam, kde ji vnímali. 

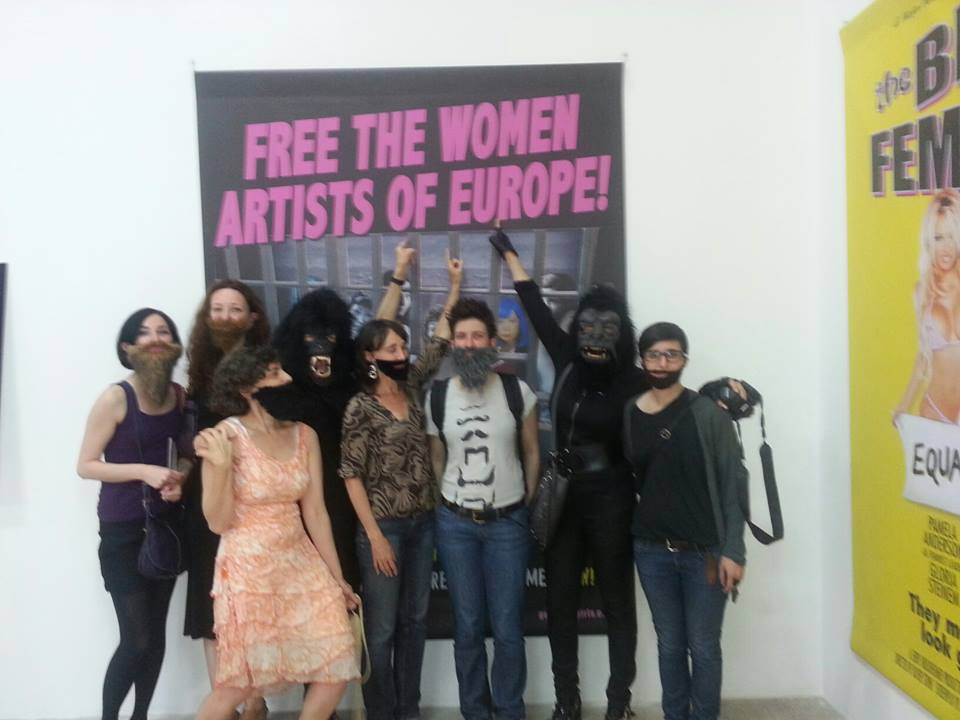
Gerrilla Girls se členkami feministické skupiny La Barbe! v Palais de Tokyo v Paříži (2013)

Od roku 1985 se Guerrilla Girls snažily zvýšit povědomí o sexismu a větší zodpovědnost ze strany kurátorů, obchodníků s uměním, sběratelů a kritiků.  Rok po svém založení skupina rozšířila své zaměření o rasismus ve světě umění a přitahovala barevné umělce. Svou působnost rozšířila i mimo New York, což  umožnilo řešit sexismus a rasismus na národní i mezinárodní úrovni. Od poloviny devadesátých let se GG zaměřovaly  i na politická témata, jako jsou potraty, válka v Perském zálivu, bezdomovectví, znásilňování, vládní korupce, environmentalismus. Za dobu své existence si Guerrilla Girls získaly největší pozornost svým odvážným protestním uměním. 
Důležitou součástí dosahu Guerrilla Girls od roku 1985 byly prezentace a workshopy na vysokých školách, univerzitách, uměleckých organizacích a někdy i v muzeích. Prezentace, známé jako „koncerty“, přitahují stovky a někdy i tisíce účastníků. Na koncertě hrají hudbu, videa, promítají diapozitivy a mluví o historii své práce, o tom, jak se vyvíjela. Nakonec GG komunikují se členy publika. Vždy je zahrnuta nová práce a materiál koncertu se neustále mění. Uskutečnily stovky těchto akcí a procestovaly téměř každý stát USA, stejně jako Evropu, Jižní Ameriku a Austrálii.
Se vzrůstající popularitou se uvnitř skupiny  projevovaly  rozpory, které vedly k rozpadu a dokonce soudním sporům. Od roku 2001 zůstaly aktivní tři samostatné skupiny, Guerrilla Girls Broad Band (digitální projekty), Guerrilla Girls On Tour (kočovný divadelní kolektiv) a Guerrilla Girls (pokračování původní skupiny zaměřené na umění). 

## Tvůrčí činnost

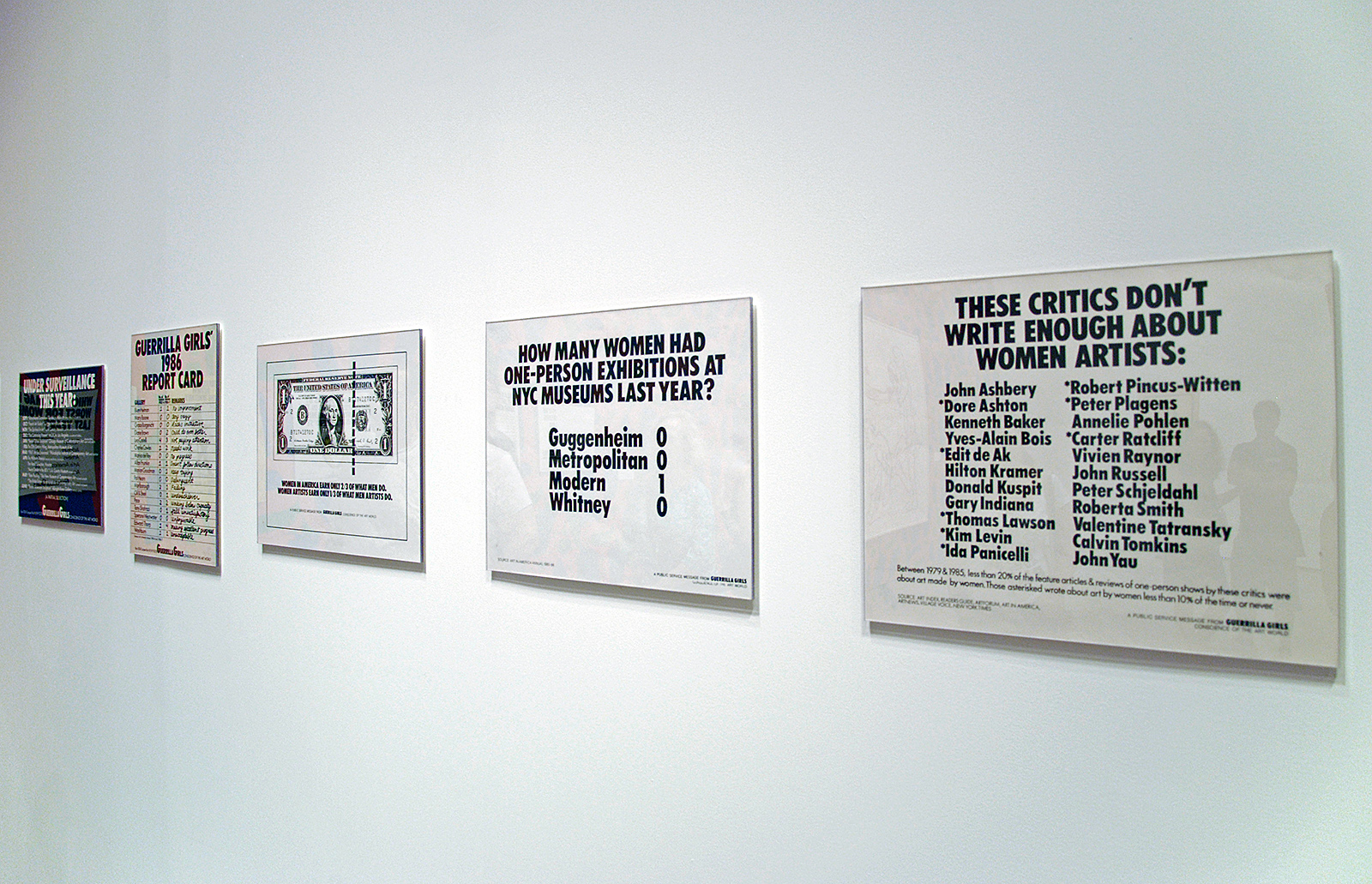
plakáty Guerrilla Gilrs na výstavě v MoMA v New Yorku (2010)

Hlavní náplní tvorby Guerrilla Girls jsou plakáty, letáky,  billboardy a bannery. Plakátů vytvořila tato organizace od roku 1985 více než 100. Hlavní náplní plakátů i ostatních produktů je satira, upozorňující na nevyrovnané postavení žen, ale i lidí jiné, než bílé barvy pleti. Jedním z neznámějších provokativních děl  je první barevný plakát Guerrilla Girls z roku 1989 s obrazem Velká odaliska  od Jean-Auguste-Dominique Ingrese,  který je jedním z nejslavnějších ženských aktů v západním umění. Guerrilla Girls umístily na hlavu Ingresova aktu gorilí masku a vedle něj text: „Musí být ženy nahé, aby se dostaly do Met. Musea?“ „Méně než 5 % umělců v sekci moderního umění jsou ženy, ale 85 % aktů jsou ženy.“  Plakát umístily do městských autobusů projíždějících Manhattanem.
V roce 1987 Guerrilla Girls publikovaly třicet plakátů v portfoliu nazvaném Guerrilla Girls Talk Back.  Jeden z nich, We Sell White Bread, byl plakát vytvořený za účelem postupného rozšiřování jejich zaměření na  řešení problémů rasové diskriminace ve světě umění a také přímější, politizované zásahy. 
V roce 2005 skupina vystavila velkoformátové plakáty Welcome to the Feminist Biennale na Bienále v Benátkách, které po více než  sto letech poprvé produkovaly ženy.
Kromě těchto produktů organizují členky happeningy, vytvářejí webové stránky a různé multimediální projekty, či se podílejí na přípravě výstav. Od roku 2002 Guerrilla Girls navrhuje a instaluje během udílení Oscarů billboardy, které se zabývají dominancí bílých mužů ve filmovém průmyslu, jako například: Anatomicky správné Oscary, Dokonce i Senát je progresivnější než Hollywood, Zrození feminismu, Uvolněte řetězy ředitelek.
Své názory šíří také  prostřednictvím tisku. V roce 1993 začal vycházet čtvrtletník Hot Flashes.  V roce 1995 publikovaly svou první knihu Confessions of Guerrilla Girls, která  shrnovala myšlenky této organizace a na necelých sto stranách přináší čtenářům originální pohled na feminismus, na diskriminaci žen a plakátovou válku proti ní.  V roce 1998 vydaly úspěšný  komiks The Guerrilla Girls Bedside Companion to the History of Western Art, pojednávající o tom, jak nadvláda mužů v dějinách umění omezovala kariéru  konkrétních umělkyň. Retrospektivní kniha,  která obsahuje přes 200 uměleckých děl skupiny, vyšla pod názvem The Art Of Behaving Badly v roce 2020. 

## Postoj k feminismu
Přestože se zájmy organizace Guerrilla Girls v mnohém shodují se zájmy feministického hnutí, nelze je chápat jako propojená sdružení. Samy zakladatelky Guerrilla girls tvrdí, že chtěly slovo „feminismus“ přivést opět do módy, s využitím nových taktik a strategií 1. Chtěly ukázat, že feminismus nemusí být nudný, ale naopak může být velice zábavný. Rovněž nikdy neomezovaly svou tvorbu a činnost pouze na ženy, a podle vlastních slov rády přijmou do svých řad i muže, pokud někdy najdou někoho, kdo by se z tohoto členství nesnažil něco sobecky vytěžit. Prozatím však zůstává organizace Guerrilla girls čistě ženskou záležitostí, což příliš nepřispívá jejich snaze přiblížit své myšlenky i mužům.

## Úspěchy
Organizace svou činností vzbudila ve společnosti řadu otázek. Svou satirickou válkou proti kritikům, kteří opomíjeli umělkyně, vyprovokovali řadu uznávaných novinářů k napsání článků o novém ženském umění a zásluha za zaměření pozornosti na zanedbávané umělkyně je dávána právě Guerrilla Girls. Členky organizace Guerrilla girls jsou například rovněž zmiňovány jako ideové vůdkyně boje proti opomíjení umělkyň v galeriích a muzeích, který nakonec vedl k akcím, kdy byly v galeriích vystavovány pouze díla umělkyň.